# Calyptrogyne coloradensis
Calyptrogyne coloradensis là loài thực vật có hoa thuộc họ Arecaceae. Loài này được A.J.Hend. mô tả khoa học đầu tiên năm 2005.